# Tramvajová trať Vozovna Střešovice – Sídliště Petřiny
Tramvajová trať Vozovna Střešovice – Sídliště Petřiny vede v Praze ze Střešovic Střešovickou ulicí a ulicí Na Petřinách po hranici Veleslavína a Břevnova přes sídliště Petřiny na konečnou na Heyrovského náměstí poblíž Liboce. Byla postupně zprovozněna v letech 1932–1950.

## Historie

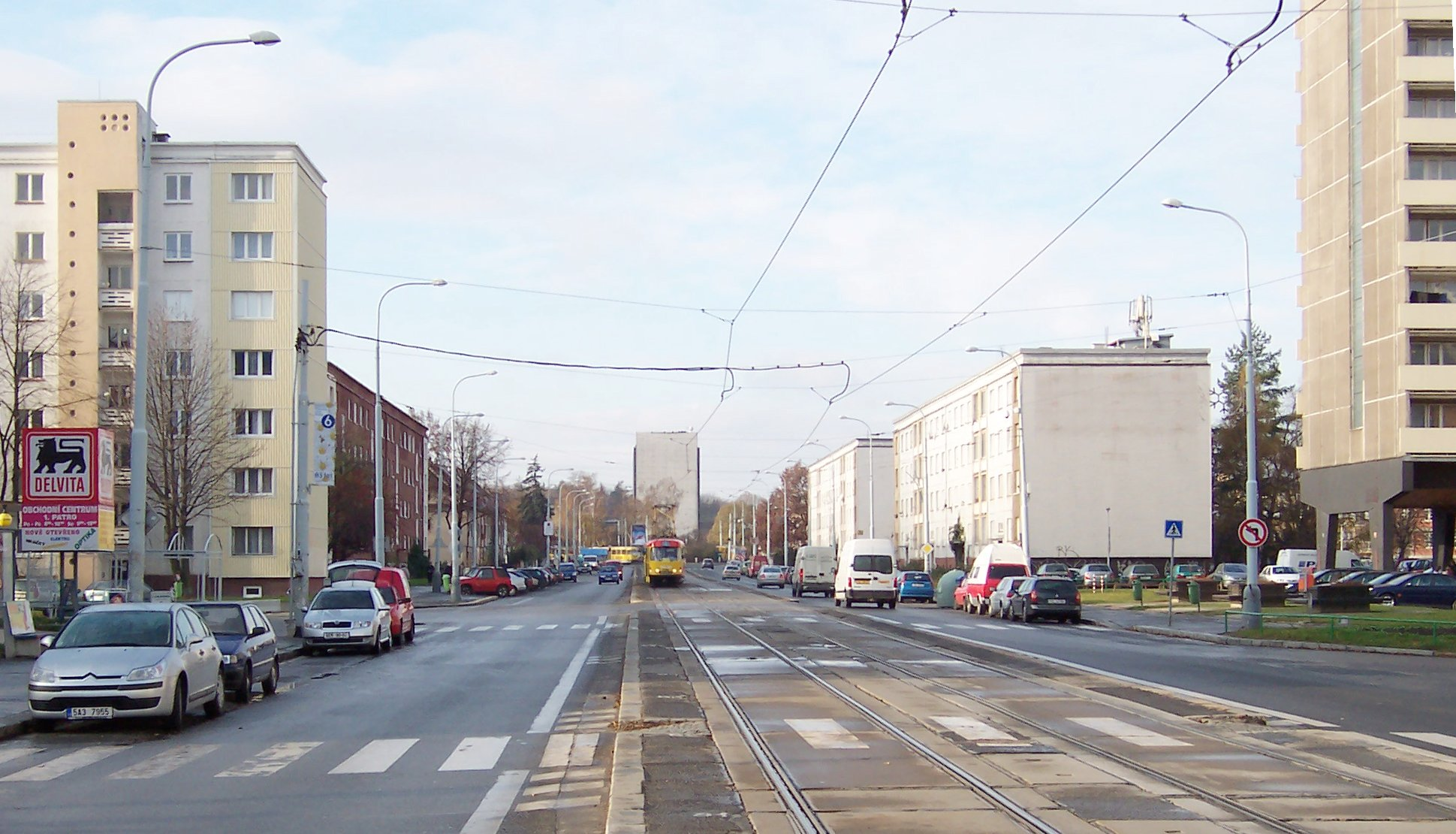
Trať mezi zastávkami Petřiny a Sídliště Petřiny

K vozovně Střešovice byla přivedena tramvajová trať od Špejcharu již 24. října 1909. Dne 6. června 1926 bylo zprovozněno prodloužení na Dlabačov, zpočátku jednokolejné, od 5. června 1932 zdvojkolejněné. Z této trati byla od 23. října 1932 nedaleko střešovické vozovny zprovozněna v křižovatce zvané Octárna odbočka Střešovickou ulicí do zastávky Ořechovka. Od 16. května 1938 byla trať prodloužena do zastávky Vojenská nemocnice – zdejší nemocniční komplex byl vybudován kolem roku 1936. 26. listopadu 1950 byl zprovozněn poslední úsek, do stanice Petřiny, budovaný s významným přispěním dobrovolných brigádníků. Smyčka Petřiny byla nejprve jednokolejná, zdvojkolejněna byla od 13. března 1961. V té době se konečná tramvaje jmenovala Obora Hvězda - Horní Liboc. 

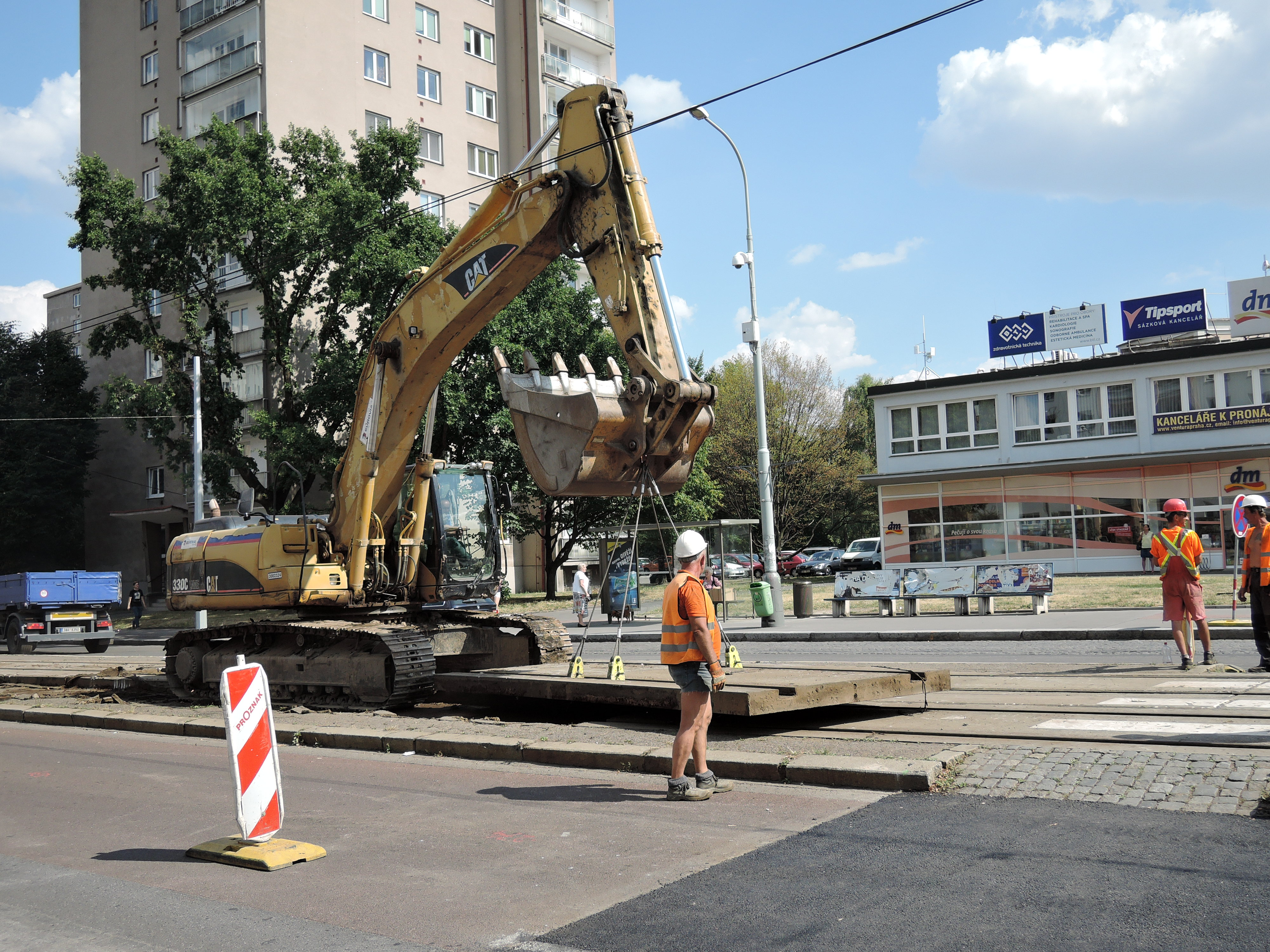
Odstraňování BKV panelů při rekonstrukci v srpnu 2015

Oblouk od Petřin k Hládkovu byl jako jednosměrný nově zprovozněn 25. května 1948, od 4. června 1965 byl doplněn i oblouk pro opačný směr (od Hládkova k Petřinám). Při výluce 9. ledna až 16. června 1990 byla celá trať zrekonstruována pomocí velkoplošných panelů BKV.
Mezi 1. srpnem a 30. říjnem 2015 proběhla celková rekonstrukce trati, která je nově budována převážně na železobetonových pražcích ve štěrkovém loži a zatravněným povrchem.

## Trasa a zastávky

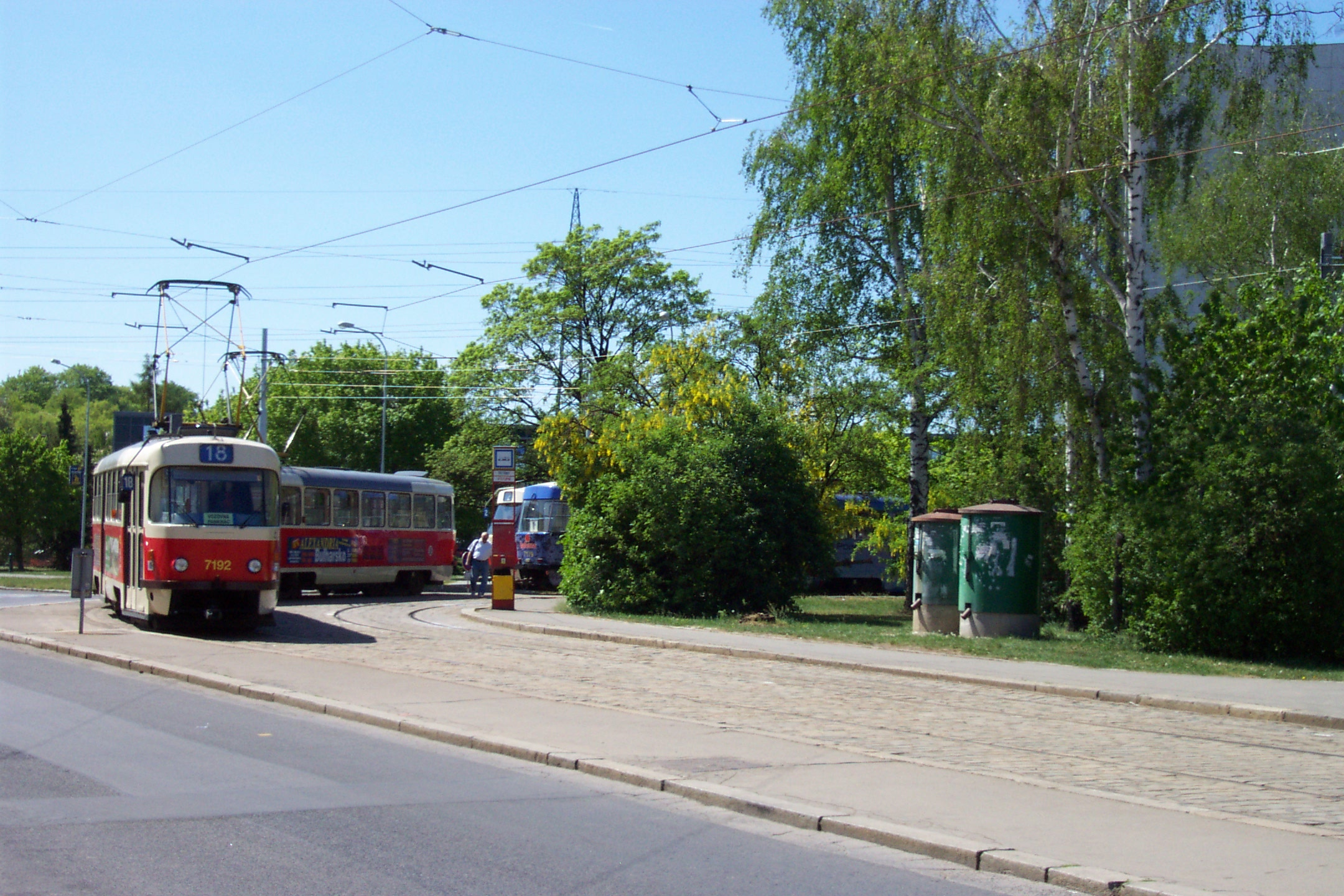
Smyčka Sídliště Petřiny v době jejího protisměrného provedení (2007)

Trať je dvojkolejná, na zvýšeném tramvajovém pásu ve středu komunikace. Většina trati je po rekonstrukci vybudována na železobetonových pražcích ve štěrkovém loži, které jsou v mezistaničních úsecích kryty travnatým povrchem. Prostory zastávek Vojenská nemocnice a Petřiny, které jsou uzpůsobeny pro společný provoz tramvají i autobusů, je vystavěn systémem pevné jízdní dráhy.
Kromě zastávky Petřiny, která je společná pro tramvaje i autobusy, jsou všechny zastávky zkráceny na délku jedné tramvajové soupravy. Povrch zastávek je tvořen litým asfaltem, kromě zastávky Ořechovka, která je vydlážděná. Všechny zastávky jsou nyní uzpůsobeny pro osoby se sníženou schopností pohybu a orientace.
V rámci rekonstrukce v roce 2015 došlo ke změně poloh některých zastávek. Zastávky Baterie jsou nově umístěny vstřícně mezi protisměrnými oblouky. Zastávky Větrník z centra byla posunuta za křižovatku vstřícně se zastávkou do centra. Zastávky Petřiny se přesunuly blíže k obratišti, nově se nachází přímo u vestibulu stanice metra a u zdejšího obchodního domu. Zastávky Sibeliova, Ořechovka a Baterie jsou nově na znamení.
Světelným signalizačním zařízením jsou v současnosti řízeny dvě křižovatky: křižovatka Střešovická x Patočkova (křižovatka Octárna) a od roku 2022 i křižovatka Na Petřinách x Na Větrníku.
- křižovatka Octárna, napojení na trať v Patočkově ulici mezi zastávkami Vozovna Střešovice a Hládkov
- Sibeliova (v 1938 a 1948 zhruba pův. Ořechovka)
- Ořechovka (v 1938 zhruba pův. Střešovice, 1948 Andělka)
- dřív. zast. V průhledu (1938), Průhled (1948)
- Baterie (pův. 1938 Pod bateriemi, 1948 již Baterie)
- Vojenská nemocnice
- Větrník
- Petřiny (dříve Sídliště Petřiny, poté do 7. dubna 2015 Obchodní dům Petřiny[3])
- Sídliště Petřiny (do 7. dubna 2015 Petřiny[3]), výstupní i nástupní zastávky jsou ve smyčce

## Napojení
Octárna: kolejová křižovatka tvaru T (má kompletní obloukové propojení s tratí v Patočkově ulici). Oblouk od Petřin k Hládkovu byl jako jednosměrný nově zprovozněn 25. května 1948, od 4. června 1965 byl doplněn i oblouk pro opačný směr (od Hládkova k Petřinám). Oblouky mezi Ořechovkou a Hládkovem však nikdy nesloužily pravidelnému provozu.

## Obratiště

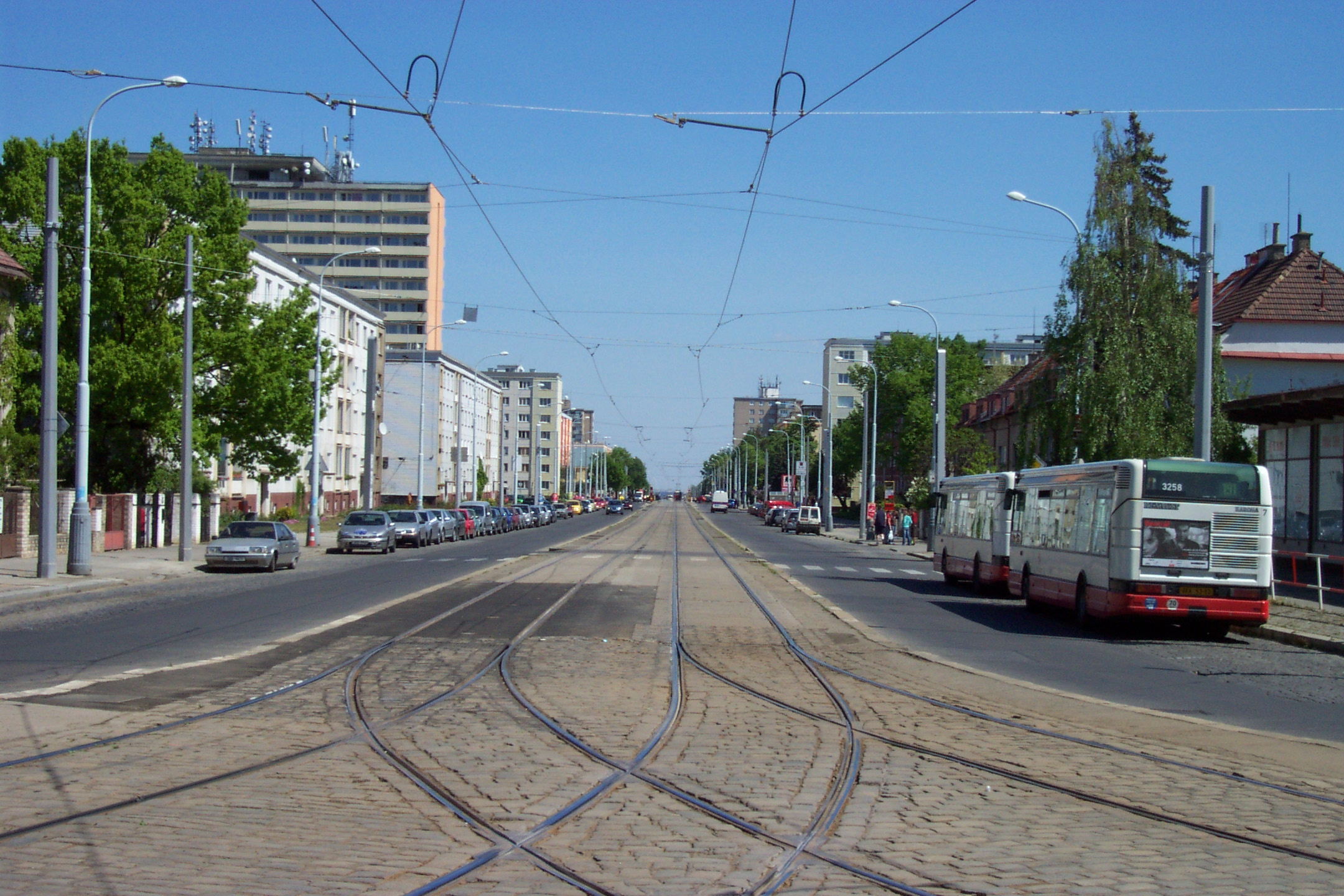
Výhybky smyčky Sídliště Petřiny (stav v roce 2007)

Tramvajová smyčka Sídliště Petřiny na Heyrovského náměstí je v ose komunikace (vozovky ulic Na Petřinách a U Hvězdy a dalších, místních ulic tak tvoří jakýsi kruhový objezd). Smyčka byla po svém zdvoukolejnění protisměrná, výstupní i nástupní zastávky se nacházely ve smyčce. Po rekonstrukci roku 2015 je jednokolejná s předjízdnou kolejí, projíždí se ve směru pohybu hodinových ručiček, nachází se zde dvě výstupní zastávky a jedna zastávka nástupní. Kolejový svršek je uložen na dřevěných pražcích a má kryt ze žulových dlažebních kostek.

## Doprava
V roce 1938 i 1948 na tuto trať zajížděla linka 20. Od 30. listopadu 1942 do 18. ledna 1945 sem jezdila noční linka B. Od 13. března 1961 byla na Petřiny odkloněna denní i noční linka 1.
V roce 1975 na Petřinách končily linky 1, 20 a 31, v roce 1980 linky 2, 20 a 31, v roce 1990 linky 1, 2, a 18. Frekvence cestujících částečně zeslábla po otevření trasy metra A na Petřinách.
Od září 2016 zde společně končí linky 1 a 2. Mezi Větrníkem a konečnou Sídliště Petřiny jede v souběhu s tramvajovou tratí několik autobusových linek navazujících ve směru na Liboc, Vypich a Motol.